# صدرالدین حسینی
صدرالدین حسینی، مورخ، نویسنده و شاعر قرن ششم و هفتم هجری است که زندگانی وی همزمان با آغاز درگیری طغرل‌بیگ با غزنویان بوده‌است.
از آثار وی می‌توان به کتاب: اخبار الدوله السلجوقیه اشاره کرد که تاریخی از سلجوقیان که به شرح تاریخ آنها و طرز قدرت گرفتن طغرل و بردارانش می‌پردازد. وی در ضبط رویدادهای سلاجقه، دقت نظر بالایی داشته‌است.